# Guidonia Montecelio 1937 Football Club
Il Guidonia Montecelio 1937 Football Club è una società calcistica italiana con sede nel comune di Guidonia Montecelio, nella città metropolitana di Roma Capitale. Milita in Serie C, la terza divisione del campionato italiano.
Fondata nel 1968 a Monterosi, in provincia di Viterbo, come Società Sportiva Monterosi e poi successivamente ridenominatasi a più riprese (specie a seguito di fusioni), ha progressivamente scalato le divisioni del campionato italiano di calcio fino a raggiungere, nel 2021, il professionismo, col nome di Monterosi Tuscia Football Club.
L'avvento in Serie C (massimo risultato a livello storico) ha però coinciso con un progressivo allontanamento del club dal comune d'origine: nessuna partita professionistica è infatti mai stata giocata a Monterosi. Al termine della stagione 2023-2024 è avvenuto il cambio formale di denominazione e il trasferimento della sede a Guidonia Montecelio. Alla stagione d'esordio con la nuova identità, la squadra ha vinto il proprio gruppo di Serie D e ottenuto l'immediata promozione in terza serie.

## Storia
L'inizio della storia sociale risale al 1968; circa i primi quarant'anni trascorrono nelle divisioni dilettantistiche laziali, a carattere provinciale e regionale.
La tradizione sportiva societaria non è però nota fino alla stagione 2004-2005, nella quale la SS Monterosi è segnalata come militante nel campionato di Seconda Categoria, vinto poi la stagione successiva. Tra il 2006 e il 2009 la società vince dapprima il campionato di Prima Categoria, poi i play-off di Promozione, approdando così in Eccellenza, il massimo campionato dilettantistico a livello regionale. Alla vigilia della stagione 2011-2012 cambia denominazione in Real Monterosi. Al termine della stagione 2014-2015, nonostante i tre cambi di panchina, la squadra non riesce ad evitare la retrocessione in Promozione, ma grazie alla fusione per incorporazione con la Nuova Sorianese (altra formazione di Eccellenza), la compagine viene rinominata Nuova Monterosi e mantiene la categoria. La stagione successiva, ovvero la 2015-2016, si conclude con la vittoria del campionato e la prima storica promozione della Nuova Monterosi in Serie D.
Nel 2004 interviene a supporto del club il regista e autore Luciano Capponi, che contestualmente fonda la società A.S.D. Vigne Nuove (dal nome della propria tenuta situata a Monterosi), attiva a scopi benefici. Grazie al suo contributo, il 15 aprile 2004 il campo dello stadio Marcello Martoni, che era poco più di uno sterrato, viene rizollato con un tappeto erboso; nei successivi 5 anni il Monterosi scala le categorie fino a raggiungere l'Eccellenza.
Nel 2009 Capponi, in disaccordo col resto dell'organigramma sulla gestione del club, esce dal Monterosi, salvo poi essere richiamato nel 2014, dopo un quinquennio di risultati discontinui ed altalenanti: nel 2015 diviene il patron del club biancorosso (divenuto Nuova Monterosi e quindi Monterosi Football Club) e lo guida alla prima storica promozione in Serie D.
Nel 2016 il Monterosi F.C. passa ad essere una SSDARL e riesce a stabilizzarsi nel massimo campionato dilettantistico italiano, progressivamente proponendosi quale squadra di vertice. Nel giugno del 2021, dopo cinque stagioni disputate nel campionato di Serie D, il Monterosi vince il proprio girone e si aggiudica la prima promozione tra i professionisti nella propria storia.
Nell'estate 2021 il club diviene una società di capitali e cambia denominazione in Monterosi Tuscia Football Club; non potendo più usufruire del campo sportivo di Monterosi, opta per giocare le partite interne a Viterbo.
Il 3 ottobre 2021, nonostante l'inferiorità numerica a causa dell'espulsione nel primo tempo di Vincenzo Polito, ottiene contro l'Avellino la prima storica vittoria tra i professionisti. Dopo un avvio altalenante, l'avvicendamento in panchina tra David D'Antoni e Leonardo Menichini (con contestuale rimpasto societario, con il patron Capponi che passa la presidenza a Ione Giacchetti) e la verve realizzativa di Rocco Costantino (autore di 13 reti) portano il Monterosi a disputare un campionato di buon livello, soprattutto nel girone di ritorno: la stagione regolare viene chiusa al nono posto, con susseguente ammissione ai play-off per la Serie B, in cui il percorso dei biancorossi termina al primo turno nel pareggio 2-2 contro la Virtus Francavilla, promossa al secondo turno grazie al miglior piazzamento in classifica.
A fine settembre 2022, dopo che erano sorte complicazioni nell'individuazione del campo interno, comportando il trasferimento delle gare casalinghe da Viterbo a Pontedera (circa 300 km a nord della sede sociale), Luciano Capponi annuncia il proprio disimpegno dal club, lamentando in particolare l'assenza di sponsor e la mancanza di supporto dall'amministrazione comunale di Monterosi a livello infrastrutturale; il direttore generale Fabrizio Lucchesi viene incaricato di gestire la transizione verso l'individuazione di un acquirente. Poche settimane dopo, ai primi di ottobre, il Monterosi viene rilevato dall'imprenditore GDO Mauro Fusano. Tra i primi atti della nuova proprietà vi è il ritorno delle gare interne allo stadio di Viterbo. La stagione vede i biancorossi costantemente confinati nelle retrovie e peraltro penalizzati di 2 punti per inadempienze fiscali (così come varie altre società): il quintultimo posto vale ugualmente la salvezza diretta grazie alle 9 lunghezze accumulate sulla Viterbese, parimenti soggetta a decurtazione di punti.
Nuovamente nell'estate 2023 sorgono complicazioni in merito al campo casalingo, col club che non si ri-accorda per restare a Viterbo e al contempo accusa il Comune di Monterosi di inadempienze in merito alla manutenzione e alla possibilità di ristrutturare lo stadio Marcello Martoni, riscontrando la smentita del municipio, che invece afferma di aver proposto al club la gestione gratuita dell'impianto, salvo poi non ricevere risposte; i biancorossi infatti decidono di accordarsi per giocare le partite interne allo stadio Gaetano Bonolis di Teramo, a circa 200 km dalla sede sociale e di allenarsi a Guidonia Montecelio, sede direzionale di Maury's, la società del patron Fusano.
Nella stagione 2023-2024 il rendimento del Monterosi si rivela scarso: la squadra trascorre tutto il campionato nella parte bassa della classifica, non riuscendo a risollevarsi neanche a seguito di quattro cambi di allenatore. Dopo aver chiuso la stagione regolare al 19º posto, i biancorossi non riescono a vincere i play-out e retrocedono in Serie D.
A campionato in corso, peraltro, il club taglia de facto tutti i legami con Monterosi: a compimento del percorso, il 3 novembre viene resa nota la decisione di trasferire definitivamente l'attività e la sede sociale proprio a Guidonia Montecelio, previo ottenimento dal Comune della gestione del locale stadio di via Po (per un canone annuo di 25.000 euro), così da stabilircisi a partire dall'autunno del 2024. Nella stagione 2024-2025 la ragione sociale viene quindi mutata in Guidonia Montecelio 1937 Football Club (da non confondersi con l'altra squadra locale). 
Inserito nel girone G, con squadre laziali, sarde e campane, il Guidonia si propone ai vertici del raggruppamento, ma dalla 12^ giornata incappa in alcuni risultati negativi che gli fanno perdere terreno: il 14 gennaio 2025, con la squadra sprofondata al sesto posto in classifica, il tecnico David D'Antoni viene esonerato e sostituito da Ciro Ginestra. La mossa rivitalizza il Guidonia, che dalla 26^ giornata ingaggia un duello con la Gelbison per la testa della classifica: alla 30^ giornata arriva il sorpasso e il successivo 27 aprile, a seguito della vittoria per 1-0 sul Real Monterotondo, i giallorossoblù sono promossi matematicamente in Serie C con un turno d'anticipo sulla fine della stagione regolare. In tal modo, per la prima volta nella storia, una squadra proveniente da Guidonia Montecelio entra nel calcio professionistico. Fruttuoso è anche il cammino in Coppa Italia Serie D: il Guidonia si spinge fino alla finale, dove però a imporsi è il Ravenna.

## Colori e simboli
Guidonia

Primo logo dopo il trasferimento a Guidonia

La menzione dell'anno 1937 nella ragione sociale non si riferisce all’anno di fondazione del club, ma bensì a quello di istituzione del comune unificato di Guidonia Montecelio. Dacché il club ha lasciato Monterosi, adotta i colori sociali blu, rosso e giallo, mutuati dal gonfalone civico guidoniano. 
Nell'annata d'esordio (2024-2025) il Guidonia veste maglie interne "marezzate" di rosso e blu e divise da trasferta integralmente bianche.
Lo stemma è uno scudo svizzero dal sottile bordo aureo, con una bordura interna e la parte superiore blu, mentre quella inferiore è rossa; la parte blu reca la ragione sociale a caratteri stampatelli bianchi, quella rossa le lettere GM racchiuse in un serto di alloro colorato di giallo.
Monterosi

Logo del Monterosi Tuscia negli anni della Serie C

In precedenza, quando il club si chiamava Monterosi, adottava le tinte sociali bianco e rosso, sempre mutuate dallo stemma e dal gonfalone dell'amministrazione comunale monterosolina, al pari delle tre rose che costantemente (sia pure con diversi restyling) campeggiavano nello scudetto societario.
La maglia interna di norma vedeva prevalere il rosso; il club risulta aver vestito anche divise bicolori, a fasce o a strisce. Sulla casacca di cortesia dominava tipicamente il bianco.
Essendo Monterosi compreso nel territorio dell'antica Etruria, il sostrato storico-culturale etrusco era ben presente nella simbologia del club: i giocatori del Monterosi erano infatti soprannominati "tusci", "etruschi" o ancora "tori della Tuscia" (il toro è un animale ricorrente nella mitologia e nella spiritualità dell'antica popolazione italica, che lo impiegava nei sacrifici e nella pratica dell'aruspicina). A tale identità era riconducibile anche la scelta, dal 2021, di includere il riferimento alla Tuscia nella ragione sociale. 
Tutti questi aspetti sono caduti in disuso col trasferimento a Guidonia.

## Strutture

### Stadio
Negli anni del dilettantismo, l'allora Monterosi ha disputato le gare interne allo stadio Marcello Martoni del comune d'origine, che nei primi anni 2000 grazie all'intervento dell'allora patròn Luciano Capponi è passato da essere un semplice campo sterrato a un tappeto erboso con una singola tribuna parzialmente coperta sul lato occidentale.
Stante la sua inadeguatezza ai canoni strutturali del professionismo, nella stagione 2021-2022 la prima squadra si è trasferita allo stadio Enrico Rocchi di Viterbo. L'annata successiva, complice il mancato rinnovo dell'accordo con la Viterbese per la condivisione del "Rocchi" e dopo un infruttuoso tentativo con il comune di Grosseto per adottare lo stadio Carlo Zecchini, viene individuato come sede delle gare interne lo stadio Ettore Mannucci di Pontedera; a settembre tuttavia si raggiunge un compromesso per la riadozione del campo viterbese a decorrere dal mese successivo.
Nell'estate 2023 la mancata concretizzazione degli accordi per continuare a utilizzare il "Rocchi" e per ristrutturare il "Martoni" portano il Monterosi a un ulteriore trasferimento a grande distanza, allo stadio Gaetano Bonolis di Teramo. Il 2 novembre 2023 la società ufficializza il definitivo trasferimento (con cambio di denominazione) a Guidonia Montecelio, ottenendo la concessione per 9 anni dello stadio civico, nel quale s'impegna a realizzare dei lavori di adeguamento per un controvalore di circa 3 milioni di euro, perlopiù coperti privatamente.
Ubicato tra via Po e via del Campo Sportivo, non lontano dal centro cittadino, lo stadio di Guidonia può accogliere fino a 2900 spettatori in due tribune, di cui una parzialmente coperta.
Nel 2025-2026, dovendo il comunale di Guidonia essere oggetto di interventi di adeguamento al calcio professionistico, la squadra ha dovuto indicare un campo interno transitorio: dopo aver valutato finanche lo stadio Nicola Tubaldi di Recanati, la scelta è caduta sullo stadio Domenico Francioni di Latina.

### Centro di allenamento
Le selezioni societarie hanno sostenuto per anni la preparazione al già citato stadio "Martoni", che dal 2006 è inserito in un centro sportivo dotato altresì di palasport coperto, due campi da calcetto sintetici e un campo da tennis, più altre strutture accessorie. Dal 2023 gli allenamenti avvengono invece a Guidonia Montecelio.

## Società

### Organigramma societario
Aggiornato al 20 maggio 2025
- Mauro Fusano - presidente
- Salvatore Amato - vicepresidente
- Giada Fusano - amministratrice delegata
- Fabrizio Lucchesi - direttore generale
- Emiliano Donninelli - direttore sportivo
- Paolo Micci - segretario
- Marco Rocchi - team manager
- Danilo D'Amico - addetto stampa
- Riccardo Angeletti - social media manager

### Sponsor
- ?-2015 Zeus Sport
- 2015-2021 Joma
- 2021-2023 Macron
- 2023-2024 Umbro[34]
- 2024- Givova

## Allenatori e presidenti
| Allenatori Monterosi - 1968-2004 ... - 2004-2010 Marco Frasca - 2010-2013 Pierpaolo Lauretti - 2013-2014 Marco Scorsini - 2014-2015 Alberto Savino Daniele Scarfini Marco Frasca - 2015-2017 David D'Antoni - 2017-2018 Fabrizio Ferazzoli Carlo Perrone Marco Savini - 2018-2019 Marco Mariotti - 2019-2021 David D'Antoni - 2021-2022 David D'Antoni (1ª-13ª) Leonardo Menichini (14ª-38ª e play-off) - 2022-2023 Leonardo Menichini - 2023-2024 Fabrizio Romondini (1ª-5ª) Roberto Taurino (6ª-17ª) Fabrizio Romondini (18ª-24ª) Cristiano Scazzola (25ª-38ª e play-out) Guidonia Montecelio - 2024-2025 David D'Antoni (1ª-19ª) Ciro Ginestra (20ª-34ª e poule scudetto) - 2025- Ciro Ginestra | Presidenti Monterosi - 1968-2004 ... - 2004-2016 Flaminio Cialli - 2016-2021 Marina Provenzano (amm. unico) - 2021-2022 Ione Giacchetti - 2022-2024 Mauro Fusano Guidonia Montecelio - 2024- Mauro Fusano |

## Palmarès
I risultati ottenuti fino al 2024 fanno riferimento al Monterosi.

### Competizioni interregionali
- Serie D: 2

2020-2021 (girone G), 2024-2025 (girone G)

### Competizioni regionali
- Eccellenza: 1

2015-2016 (girone A)
- Prima Categoria: 1

2006-2007
- Seconda Categoria: 1

2005-2006

### Altri piazzamenti
- Coppa Italia Serie D:

Finalista: 2024-2025
- Serie D:

Secondo posto: 2016-2017 (girone G), 2019-2020 (girone E)
- Coppa Italia Dilettanti Lazio:

Semifinalista: 2015-2016
- Promozione:

Secondo posto: 2007-2008 (girone A), 2008-2009 (girone A)

## Statistiche e record

### Partecipazione ai campionati
| Livello | Categoria | Partecipazioni | Debutto   | Ultima stagione | Totale |
| ------- | --------- | -------------- | --------- | --------------- | ------ |
| 3º      | Serie C   | 4              | 2021-2022 | 2025-2026       | 4      |
| 4º      | Serie D   | 6              | 2016-2017 | 2024-2025       | 6      |

### Partecipazione alle coppe
| Competizione         | Partecipazioni | Debutto   | Ultima stagione | Totale |
| -------------------- | -------------- | --------- | --------------- | ------ |
| Coppa Italia         | 1              | 2017-2018 | 2017-2018       | 1      |
| Coppa Italia Serie C | 2              | 2021-2022 | 2025-2026       | 2      |
| Coppa Italia Serie D | 5              | 2016-2017 | 2024-2025       | 5      |

## Tifoseria
Ai tempi del Monterosi, data la natura e la storia del club, il suo seguito di tifo era estremamente ridotto e geolocalizzato sul comune d'appartenenza. Per tutta la permanenza nel professionismo, complice la decisione di giocare le partite interne a molti km dal comune d'origine, l'affluenza di pubblico fu bassissima, talora nell'ordine delle decine di unità, con picchi fino a massimo 500 paganti; quanto alle trasferte, i settori ospiti degli impianti risultavano finanche impresenziati. Non era segnalata l'esistenza di tifoserie organizzate. A questo proposito, in un'intervista del maggio 2022, il patròn Luciano Capponi sostenne che sul ridotto seguito di pubblico dei biancorossi impattasse anche la natura stessa della popolazione di Monterosi, in larga parte impegnata in attività lavorative al di fuori del comune e dunque disinteressata alle vicissitudini sportive locali. La decisione di spostarsi a Guidonia fu anche legata alla volontà di intercettare un più ampio bacino d'utenza: all'atto pratico, la città tiburtina ha risposto fin da subito con interesse all'avvento del nuovo club, portando a più riprese lo stadio comunale al tutto esaurito, fino al migliaio di spettatori; si è registrata altresì la formazione di un collettivo organizzato denominato Avanguardia, la quale ha iniziato a seguire la squadra anche in trasferta.

## Organico

### Rosa 2025-2026
Aggiornata al 6 agosto 2025.
| N. |                    | Ruolo | Calciatore           |
| -- | ------------------ | ----- | -------------------- |
|    | Italia (bandiera)  | P     | Emanuele Mastrangelo |
|    | Italia (bandiera)  | P     | Gianluca Mazzi       |
|    | Italia (bandiera)  | P     | Giovanni Stellato    |
|    | Italia (bandiera)  | D     | Andrea Cristini      |
|    | Italia (bandiera)  | D     | Stefano Esempio      |
|    | Italia (bandiera)  | D     | Alessandro Malomo    |
|    | Italia (bandiera)  | D     | Erasmo Mulè          |
|    | Italia (bandiera)  | D     | Michele Picardi      |
|    | Romania (bandiera) | D     | Roberto Toma         |
|    | Italia (bandiera)  | D     | Davide Zappella      |
|    | Italia (bandiera)  | C     | Francesco Ardizzone  |
|    | Italia (bandiera)  | C     | Serafino Calzone     |
|    | Italia (bandiera)  | C     | Walter Coscia        |
|    | Italia (bandiera)  | C     | Andrea Errico        |

| N. |                   | Ruolo | Calciatore           |
| -- | ----------------- | ----- | -------------------- |
|    | Italia (bandiera) | C     | Simone Franchini     |
|    | Italia (bandiera) | C     | Valerio Mastrantonio |
|    | Italia (bandiera) | C     | Lorenzo Russo        |
|    | Italia (bandiera) | C     | Daniele Sannipoli    |
|    | Italia (bandiera) | C     | Salvatore Santoro    |
|    | Italia (bandiera) | C     | Alessandro Spavone   |
|    | Italia (bandiera) | C     | Francesco Stefanelli |
|    | Italia (bandiera) | A     | Gabriele Bernardotto |
|    | Italia (bandiera) | A     | Aimone Calì          |
|    | Italia (bandiera) | A     | Alessandro Falleni   |
|    | Italia (bandiera) | A     | Daniele Iacoponi     |
|    | Italia (bandiera) | A     | Alessandro Rossi     |
|    | Italia (bandiera) | A     | Diego Zuppel         |